# Siebenbach

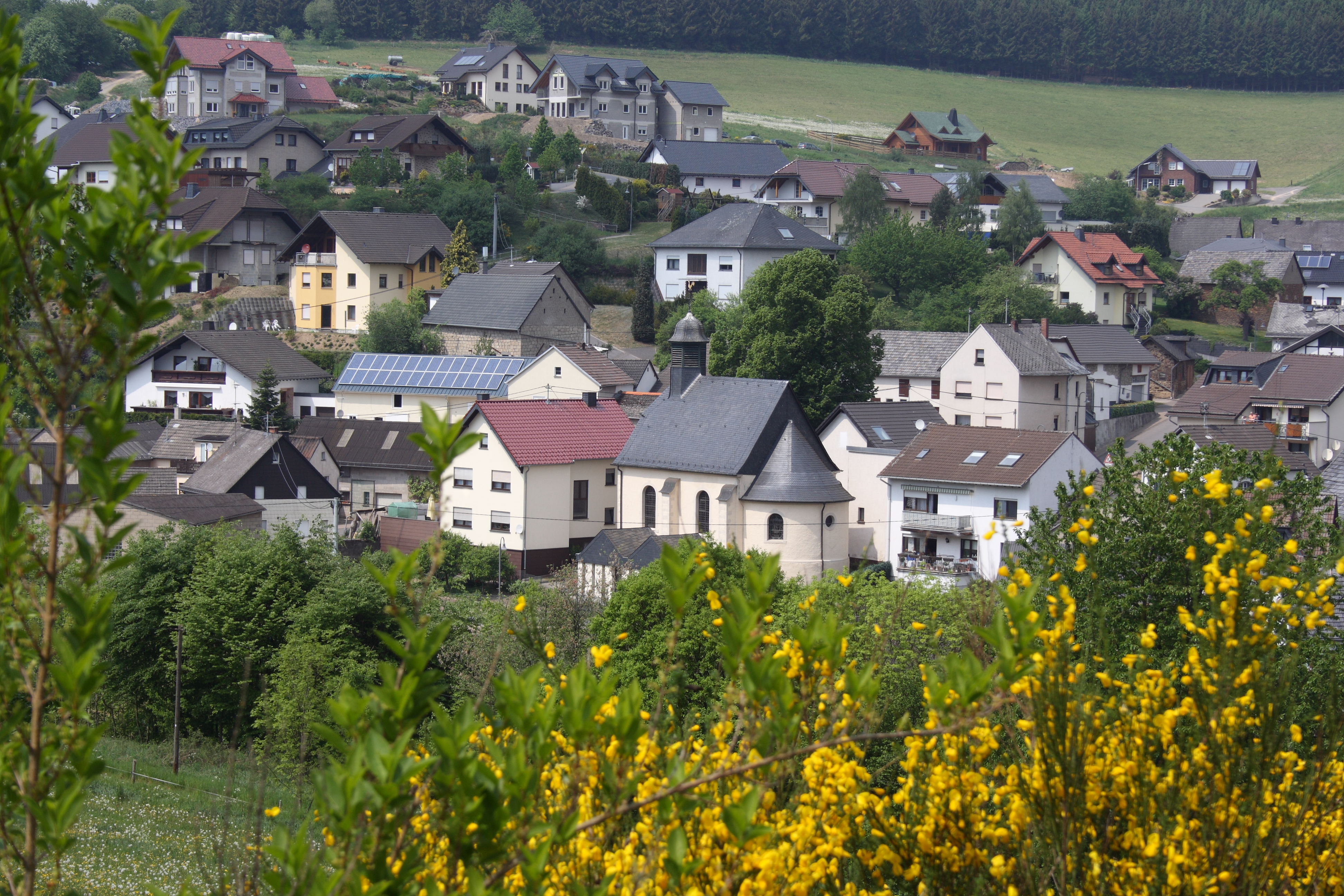
Siebenbach

Siebenbach ist eine Ortsgemeinde im Landkreis Mayen-Koblenz in Rheinland-Pfalz. Sie gehört der Verbandsgemeinde Vordereifel an, die ihren Verwaltungssitz in Mayen hat.

## Geographie
Siebenbach liegt auf 500 m ü. NHN westlich von Mayen in der Nähe der Hohen Acht, des höchsten Bergs der Eifel (746,9 m ü. NHN), an der B 412 von Döttingen über Kempenich nach Wehr (Eifel).
Zu Siebenbach gehören auch die Wohnplätze St. Georg und Siebenbacher Mühle.

## Geschichte
Siebenbach gehörte zur Herrschaft Königsfeld, die Anfang des 17. Jahrhunderts an die Freiherrn Waldbott von Bassenheim kam.
Nach 1792 hatten französische Revolutionstruppen das sogenannte Linke Rheinufer eingenommen. Nach der Einführung der französischen Verwaltungsstrukturen gehörte Siebenbach von 1798 bis 1814 zum Kanton Virneburg im Rhein-Mosel-Departement. Aufgrund der auf dem Wiener Kongress (1815) getroffenen Vereinbarungen kam die Region zum Königreich Preußen. Siebenbach kam zur Bürgermeisterei Virneburg im 1816 errichteten Kreis Adenau des Regierungsbezirks Koblenz und von 1822 an zur Rheinprovinz.
Bevölkerungsentwicklung
Die Entwicklung der Einwohnerzahl von Siebenbach, die Werte von 1871 bis 1987 beruhen auf Volkszählungen:
| Jahr | Einwohner |
| ---- | --------- |
| 1815 | 165       |
| 1835 | 168       |
| 1871 | 159       |
| 1905 | 168       |
| 1939 | 187       |
| 1950 | 177       |
| 1961 | 169       |

| Jahr | Einwohner |
| ---- | --------- |
| 1970 | 183       |
| 1987 | 172       |
| 1997 | 195       |
| 2005 | 217       |
| 2011 | 200       |
| 2017 | 206       |
| 2023 | 196       |

## Politik

### Gemeinderat
Der Gemeinderat in Siebenbach besteht aus sechs Ratsmitgliedern, die bei der Kommunalwahl am 9. Juni 2024 in einer Mehrheitswahl gewählt wurden, und dem ehrenamtlichen Ortsbürgermeister als Vorsitzendem.

### Bürgermeister
Helmut Schmitt wurde 2019 Ortsbürgermeister von Siebenbach. Bei der Direktwahl am 26. Mai 2019 war er mit einem Stimmenanteil von 65,79 % für fünf Jahre gewählt worden. Bei der Direktwahl am 9. Juni 2024 wurde er als einziger Bewerber mit 64,5 % für weitere fünf Jahre wiedergewählt.
Vorgänger von Helmut Schmitt war Walter Kuhl, der das Amt fast 30 Jahre ausübte.

### Wappen
| Wappen von Siebenbach | Blasonierung: „Gespalten durch eine eingeschweifte silberne Spitze, darin ein roter dreigezinnter Turm, rechts zwölffach rot-weiß geständert, links in Rot ein silberner Kelch.“ |
| Wappen von Siebenbach | |

## Infrastruktur
Die zuständige Grundschule befindet sich in Herresbach, die zuständige katholische Pfarrei in Kaltenborn. Es gibt ein Dorfgemeinschaftshaus und eine Blaskapelle namens Musikvereinigung Hohe-Acht, deren Mitglieder aus Siebenbach und aus den Nachbargemeinden der Hohen Acht stammen.